# Simonomis
Simonomis, pseudonyme palindromique de Jacques Simon, né le 28 mai 1940 à Paris, mort le 15 février 2005  dans cette même ville, est un poète français.
Auteur de plus de 30 ouvrages de poésie, il collabore à de nombreuses revues, y publiant des centaines d'articles, critiques littéraires, études, entretiens avec des poètes. Il donne de nombreuses conférences, notamment sur Gaston Couté, Pierre Menanteau, Jean Cassou, et participe à des colloques universitaires sur Jean Rousselot ou Marcel Béalu. Il est aussi pendant de longues années un membre éminent du Cercle Alienor.

## Biographie
Animateur de Soleil des loups de 1985 à 1991, il fonde et dirige ensuite sa propre revue Le Cri d’os qui est publiée pendant 10 ans de 1993 à 2003.
En 2002, avec Alain Castets, Christophe Dauphin, Jean-Pierre Desthuilliers, Jean-Luc Maxence et quelques autres, il participe à la création du collectif Clarté-Poésie.
Début 2004, il fait partie de l’équipe de rédaction de la toute nouvelle revue Les Cahiers de l’Alba, créée par Mireille Disdero et Alain Castets.

### Hommage
La ville de Guyancourt a donné le nom de Jacques Simonomis à l’une de ses rues, à proximité de la Maison de la poésie de Saint-Quentin-en-Yvelines et de la médiathèque Jean-Rousselot.

## Œuvres

### Ouvrages publiés
- Les Sirènes avec nous (Paragraphes littéraires de Paris 1975. Réédition : La Lucarne ovale, 1998) avec des illustrations de Ernesto Treccani
- Matricule à zéro (éditions St-Germain-des-Prés, 1976)
- La Mansarde Himalaya (éditions St-Germain-des-Prés, 1977)
- L’Homme qui marche (éditions St-Germain-des-Prés, 1978)
- Poèmes boxeurs (Guerre d'Algérie, chez l'auteur)
- Dossard illisible (éditions de l'Ecchymose, 1979) préfacé par Jean Cassou. Réédition : La Lucarne ovale, 1999, avec des illustrations de Danielle Le Bricquir
- Le Triangle sacré (éditions Traces, 1981), proses poétiques sur Montmartre, Montparnasse et Saint-Germain-des-Prés). Illustrations de Roger Seignot. Réédition : La Lucarne ovale 2004
- Comme un cri d’os : Tristan Corbière (éditions Traces, 1983)
- Vingt petits poèmes historiques (éditions Traces, 1983). Humour irrévérencieux
- Gaston Couté : de la terre aux pavés (Les Dossiers d'Aquitaine, 1985). Illustrations de Roger Seignot. Seconde édition augmentée (Dossiers d'Aquitaine, 1987)
- Vous avez dit Bizeau (éditions Dossiers d'Aquitaine, 1986), entretien avec le poète-vigneron Eugène Bizeau, alors âgé de 103 ans
- L’étrier d’argile (éditions Barré et Dayez- 1987), préfacé par Jean Rousselot, avec deux portraits par Roger Seignot
- Les Chiffres, ces gens-là… (éditions du Soleil Natal, 1988). Illustrations d'Obéline Flamand
- Neruda (éditions Traces, 1989). Illustrations de Roger Seignot
- L’œil américain (éditions Soleil Natal, 1991). Illustrations de Roger Seignot
- Mon siècle en deux (éditions L'arbre à paroles, 1993), prix Jacques Normand de la Société des gens de lettres
- Récréation de la ponctuation (Revue Multiples no 49, 1993)
- Un âne sur le toit (éditions La Bartavelle, 1995)
- Ça marche ! ou "la pariade politique" (éditions La Lucarne ovale, 1995 et 2002). Illustrations de Claude Caumel
- L’Essayeur (éditions de La Lucarne ovale, 1995), monologues pour Café-théâtre. Illustrations de Claude Caumel
- Il faut savoir lire (éditions La Lucarne ovale, 1996), poèmes pour enfants. Illustrations de Danielle Le Bricquir.
- La parade de cirque ou le bonimenteur (éditions La Lucarne ovale, 1997). Illustrations de Pierre Cayol
- Les Couseuses (éditions L'arbre à paroles, 1997)
- Sa Majesté Auriculaire (éditions La Bartavelle, 1998)
- La villa des roses (éditions Librairie-Galerie Racine, 1999), poèmes sur la guerre d'Algérie publiés avec le concours du Centre national du livre
- Valet de pied (éditions Alain Benoit, 2000), poèmes érotiques. Illustrations de Daniel Abel
- La Garden-Party (éditions Clapàs, 2002), poèmes érotiques. Illustrations de Danielle Le Bricquir
- Le Calfat des étoiles (éditions L'arbre à paroles, 2002)
- Aphorisques et placers (éditions La Lucarne ovale, 2003). Illustrations de Alain Lacouchie
- Un singulier grand ordinaire (éditinter[1], 2003)
- Claudication du monde (Le Nouvel Athanor, 2004)
- Fort de café (éditinter[1], 2004)
- Premiers poèmes, 1954-1959 (Les Amis de La Lucarne ovale, 2005)
- Simples comme… (éditions Alba, 2005). Recueil posthume
- La Queue leu leu du fabuleux (éditinter[1], 2006). Recueil posthume

### Présence dans les anthologies
- Cent poèmes pour la paix (Le cherche-midi, 1987)
- S’il vous plaît, dessine-moi un poème (Ed. Hauts de France, 1991)
- Luttes et luths (Hachette, 1992)
- La Ville des poètes (Hachette, 1997)
- Mille poètes, mille poèmes brefs (L’arbre à paroles, 1997)
- La Révolte des poètes (Hachette, 1998)
- Les Poètes et le rire (Le cherche-midi, 1998)
- Le Rire des poètes (Hachette, 1998)
- Jouer avec les poètes (Hachette, 1999)

## Travaux

### Entretiens avec des poètes
Publiés dans les revues Vents et Marées, Jointure, Soleil des loups, La Nouvelle Tour de feu, Le cri d’os : avec Pierre Menanteau, Marcel Béalu, Pierre Béarn, Géo Norge, Andrée Sodenkamp, Jean Rousselot, Norbert Lelubre, René Cousin, Serge Brindeau, Marc Alyn, Yves La Prairie, Micheline Dupray, Michel-François Lavaur, Jean Chatard, Pierrette Sartin, François Huglo, André Miguel, Jeanne Monteil, Jacques Charpentreau, Jehan Despert, Luc Decaunes, Christophe Dauphin, Jacques Taurand.

### Études sur des poètes
- Jean Follain, intimiste tragique
- Pierre Menanteau, tapissier du vent
- Norge, le mâcheur étonné
- Charles Cros, ou la triple passion
- Emmanuel Lochac, ou la tranquillité du paradoxe
- Bernard Jourdan : Plus longue vie à l'éphémère
- Sur les chemins du spatialisme

### Articles sur les peintres
- Obéline Flamand, peintre exact de l’an 2000
- L’art pour aimer de Ernesto Treccani
- Chomo, éboueur cosmique
- Cayol-Médecine

## Citations

### À propos de Jacques Simonomis
« J’ai confiance en toi, en ta force, en ton amour de la vie universelle. Ta rencontre a beaucoup compté pour moi. Tu es un des plus forts poètes de ce temps. »

— Jean Rousselot (dans une lettre du 28 février 2004, après sa lecture de Claudication du monde)

« …le chemin d’écriture accompli par Jacques Simonomis ne pouvait que conduire à l’installer, avec insolence, en témoin authentique de notre époque. À l’opposé des faiseurs. »

— Gérard Cléry (La Nouvelle Revue Moderne, no 12)

« Tu vois, alors que le soleil grimace dans la lueur des persiennes, la Poésie a froid sans toi, sans tes "coups de gueule", sans ta bonhomie. »

— Pascal Dupuy (Poésie sur Seine, no 52)

### Poème de Jacques Simonomis
La Maison du monde
Dans la maison du monde

il y a des enfants

avec ou sans parents

des blancs des noirs des jaunes

des rouges 

dans la maison qui bouge.

Autour rôdent les ennemis

la faim la soif la maladie

le chômage et les bombes.

Il faut lutter pour la beauté du monde.

Pour toi ton voisin le mien

le sien 

pour les enfants qui naîtront demain

très loin et qui parlent autrement

dans la maison du monde

dont nous sommes les grains 

de sable 

responsables 

blancs noirs jaunes rouges 

dans la maison qui bouge 

autour du soleil commun.

## Ouvrages sur Simonomis
- Jacques Simonomis par Jean Rousselot et Jean-Paul Gavard-Perret, éditions La Lucarne ovale
- Simonomis, l’hoplite du poème, L’oreillette no 34, éditions Clapàs
- « Jacques Simonomis, figure de proue » in Jointure no 52, hiver 1996-1997, éditions La Jointée
- Jacques Simonomis, L’imaginaire comme une plaie à vif par Christophe Dauphin, éditions Librairie-Galerie Racine
- « Jacques Simonomis (1940-2005) » par Gilles Simonnet, Les Dossiers d’Aquitaine 2007
- « Simonomis, la langue en crue », numéro spécial, no 136, été 2007, de la revue L’Arbre à paroles
- Dossier « Jacques Simonomis (1940-2005) » dans la revue Les Cahiers de la rue Ventura, numéro 27, premier trimestre 2015
- Christophe Dauphin, Comme un cri d'os, Jacques Simonomis, essai suivi d'un choix de textes, Le Cri d'os n° 41/42, Les Hommes sans épaules éditions, 2015